# Andrea Alfano
Andrea Alfano (Castrovillari, 6 aprile 1879 – Roma, 9 settembre 1967) è stato un pittore e poeta italiano.

## Biografia
Nato nella cittadina di Castrovillari nel 1879, si avvia presto alla carriera artistica. A soli vent'anni si aggiudicò una borsa di studio, con la quale poté recarsi a studiare presso l'Accademia di belle arti di Roma. Si rifiutò tuttavia di portare a termine i suoi studi, per dedicarsi a pieno all'attività artistica, conoscendo artisti come Ignacio Zuloaga e Antonio Mancini.
Dopo un primo periodo di ribalta all'attenzione nazionale, durante il ventennio fascista visse solitario e dimenticato da tutti. Il ritorno sulla scena nazionale lo ebbe però nel dopoguerra, con mostre nelle più importanti città italiane e persino a Londra. Tra queste, da ricordare quella in Palazzo Marignoli che la città di Roma volle tributargli al compimento del settantesimo anno d'età. A suggello di questo riconoscimento artistico il Presidente della Repubblica, Luigi Einaudi, gli conferirà, nel 1954, il titolo di Grande Ufficiale al Merito della Repubblica Italiana. 
Alla florida attività di pittura, il maestro affiancò anche una buona abilità poetica. I suoi versi sono raccolti nei volumi Pars Parva (Roma, Ed. dell'autore, 1936), Solitudini (Roma, Edizioni Cenacolo, 1948), Sillaba: poesia nuova, con appendice e note e un giudizio di Alfredo Gargiulo (Roma, Edizioni E. S. A., 1950), Sillaba Eterna (Roma, 1963).
Terminò la propria attività lontano dalla città natale, alla quale dedicò però numerosi componimenti e il desiderio di poterle donare il suo patrimonio artistico. Morì nel settembre del 1967 a Roma.
Un suo autoritratto si trova oggi alla Galleria degli Uffizi di Firenze. Alla sua memoria è stata intitolata la Pinacoteca Comunale di Castrovillari, nonché quella del vicino comune di Saracena.